# Bruno Belin
Bruno Belin (16. ledna 1929 – 20. října 1962) byl jugoslávský fotbalista narozený v Chorvatsku, který hrál na pozici obránce.

## Klubová kariéra
Svou kariéru zahájil v záhřebském NK Metalac a po ukončení vojenské služby v roce 1950 přestoupil do bělehradského giganta FK Partizan, kde získal jeden ligový titul a 3 pohárové tituly. Belin odehrál za Partizan celkem 463 zápasů s bilancí 41 vstřelených branek. V době, kdy hrál, byl považován za jednoho z nejlepších jugoslávských obránců a vynikal zejména svou technikou, rychlostí a klidem ve hře.

## Reprezentační kariéra
Debutoval za Jugoslávii v prosinci 1952 v přátelském utkání proti Západnímu Německu a celkem si připsal 25 zápasů, ve kterých nevstřelil žádný gól. Jeho posledním mezinárodním zápasem byl kvalifikační zápas na Mistrovství Evropy ve fotbale 1960 v květnu 1959 proti Bulharsku.

## Úmrtí a památka
Po ukončení hráčské kariéry se stal trenérem, ale v roce 1962 zahynul při autonehodě na 25. kilometru dálnice mezi Bělehradem a Záhřebem společně s obráncem Partizanu Čedomirem Lazarevićem, hráčem vodního póla Borisem Škanatou a hráčem Radnički Bělehrad Vladimirem Josipovićem.
Na jeho počest je pojmenována akademie FK Partizan, běžně známá jako "mládežnická škola Belin–Lazarević–Nadoveza".

## Úspěchy
Partizan
- Jugoslávská Prva liga: 1960/61
- Jugoslávský pohár: 1952, 1954, 1957